# The Farmer's Wife
 The Farmer's Wife és una pel·lícula britànica muda dirigida per Alfred Hitchcock, estrenada el 1929.

## Argument
Un granger gran i vidu decideix casar-se de nou. Després d'haver passat revista a diferents partits possibles, es desespera, ja que cap de les senyores que ha trobat no lliga amb ell. No acaba d'adonar-se que tenia la dona ideal davant seu, la seva serventa que estava secretament enamorada d'ell.

## Repartiment
- Jameson Thomas: Samuel Sweetland (el granger)
- Lillian Hall Davis: Aramintha Dench (la serventa)
- Gordon Harker: Churdles Ash'
- Maud Gill: Thirza Tapper
- Louise Pounds: la vídua Windeat
- Olga Slade

## Al voltant de la pel·lícula
- Com que el cap operador es va posar malalt, Hitchcock va haver de filmar escenes ajustant la llum ell mateix.
- Als Estats Units, la pel·lícula dura 129 minuts. Es tracta de la mateixa pel·lícula, però ralentida.